# كريس كولنز
كريس كولنز (بالإنجليزية:  Chris Collins)‏ (بالصينية: 克里斯·柯林斯) هو معلم فنون قتالية وممثل وجندي في المشاة البحرية الأمريكية  سابقاً ولديه مدارس للفنون القتالية في جميع أنحاء العالم، ومؤسس رابطة الوينج تشون في هونغ كونغ، ولد في 14 يوليو 1974 في الولايات المتحدة الأمريكية ونشأ في ولاية فلوريدا. أشتهر كريس بدور كولن فيرتر في فيلم ييب مان 4 

## الفنون القتالية
تعلم كريس كولنز الفنون القتالية من العديد من المعلمين، تعلم الوينج تشون  من المعلم ليانغ تينغ والمعلم تشنغ تشوين فن، والجيوجيتسو البرازيلية من المعلم كلارك جرايسي، وأسلوب بيكيتي تيرسيا كالي من المعلم (Tuhon Rommel Tortal) والمعلم (Grand Tuhon Leo Gaje jr)، والملاكمة من المدرب روي جونز جونيور.

### تعلمه للملاكمة
تعلم كريس الملاكمة عندما كان يبلغ من العمر 5 سنوات فقط من المدرب روي جونز جونيور عندما انتقل إلى صالة للالعاب القتالية تسمى بنساكولا في ولاية فلوريدا وتعلم المصارعة هناك أيضا.

## أفلامه
مثل كريس ب 11 فيلم و 1 قادم:
- النمر الطائر 3
- Blast from the Past
- ييب مان 4
- داني ذا دوج
- Paradox - SPL
- Stay Calm and be a Superstar
- White Storm
- SPL 2
- SPL 3
- الذئب المحارب
- Gen X Cops
- Virtual Fighter

أفلامه القادمة
- Ruckus Factor

## روابط خارجية
كريس كولنز على موقع IMDb (الإنجليزية)